# 1983 en musique classique
| \| • Retour à la chronologie générale de la musique classique • \| |
| Grèce • Rome • Haut Moyen Âge • VIIIe siècle • IXe siècle • Xe siècle • XIe siècle XIIe siècle • XIIIe siècle • XIVe siècle • XVe siècle • XVIe siècle • XVIIe siècle XVIIIe siècle • XIXe siècle • XXe siècle • XXIe siècle |
| • Retour à la chronologie générale de la musique classique • |

| Années en musique classique : 1980 - 1981 - 1982 - 1983 - 1984 - 1985 - 1986    |
| Décennies en musique classique : 1950 - 1960 - 1970 - 1980 - 1990 - 2000 - 2010 |

## Événements

### Créations
- 2 juin :  Die englische Katze, opéra de Hans Werner Henze, créé au Schlosstheater de Schwetzingen par le Staatsoper Stuttgart.
- 29 septembre : la Symphonie no 3, de Witold Lutosławski, créée par l'Orchestre symphonique de Chicago sous la direction de Georg Solti.
- 18 octobre : La Passion de Gilles, opéra de Philippe Boesmans, créé à La Monnaie de Bruxelles ;
- 28 novembre : Saint François d'Assise, opéra d'Olivier Messiaen, créé à l'Opéra de Paris (Palais Garnier).

#### Date indéterminée
- Création de la Symphonie no 1 en deux mouvements de Tobias Picker.

### Autres
- 1er janvier : concert du nouvel an de l'orchestre philharmonique de Vienne au Musikverein, dirigé par Lorin Maazel.

#### Date indéterminée
- Fondation de l'Ensemble Wien-Berlin.

## Prix
- Création du prix La Siola d'oro, décerné à Gatteo tous les deux ans, à la mémoire de Lina Pagliughi.
- Pierre-Alain Volondat obtient le 1er prix de piano du Concours musical international Reine-Élisabeth-de-Belgique.
- Stanislav Bounine obtient le 1er prix de piano du Concours international Marguerite-Long-Jacques-Thibaud.
- Witold Lutosławski reçoit le Prix Ernst von Siemens.
- Rafael Kubelik reçoit le Léonie Sonning Music Award.
- Hans Werner Henze reçoit le Prix Bach de la Ville libre et hanséatique de Hambourg.
- Paul Angerer reçoit le Prix de la ville de Vienne pour la musique.

## Naissances

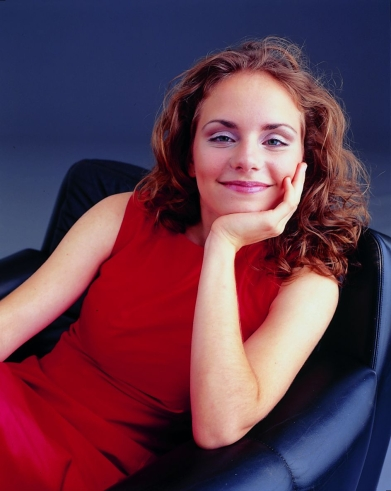
Julia Fischer

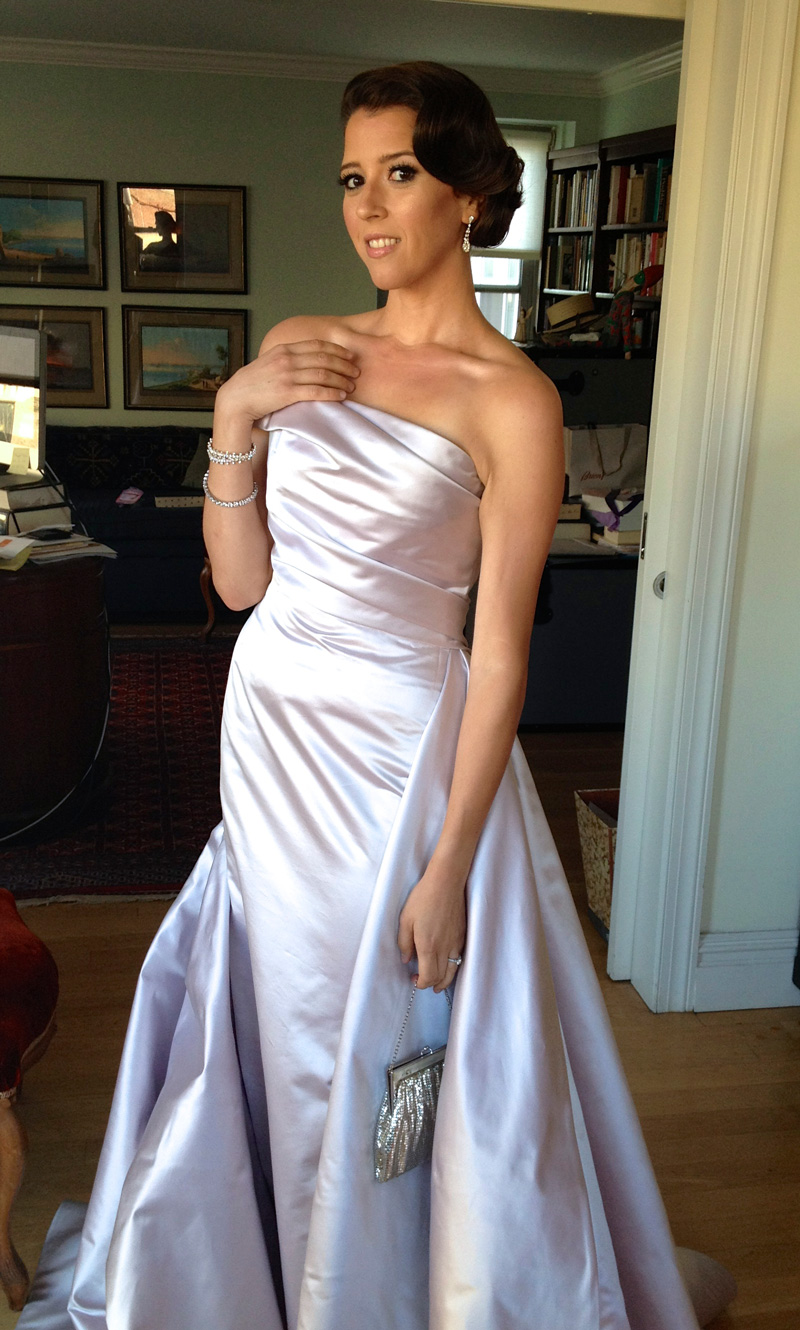
Lisette Oropesa

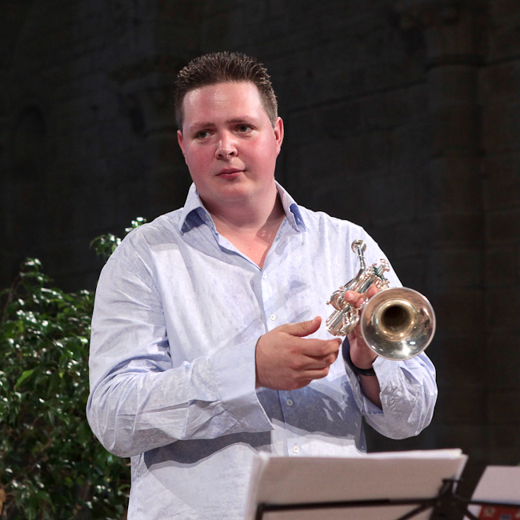
Romain Leleu

- 30 janvier : Sayaka Shoji, violoniste japonaise.
- 25 février : Nima Scharkechik,pianiste français d'origine persanne.
- 3 mars : Nicolas Moutier, tromboniste français.
- 8 mars : Nino Machaidze, soprano colorature géorgienne.
- 16 avril : Robin Ticciati, chef d'orchestre britannique.
- 29 avril : Jolanta Kowalska, chanteuse classique soprano polonaise.
- 15 juin : Julia Fischer, violoniste et pianiste allemande.
- 7 juillet : Adrien Frasse-Sombet, violoncelliste français.
- 4 août : Anna Vinnitskaïa, pianiste russe.
- 10 septembre : Filip Bandžak, baryton tchèque.
- 29 septembre : Lisette Oropesa, soprano américaine.
- 7 novembre : Romain Leleu, trompettiste français.
- 18 novembre : Alina Pogostkina, violoniste allemande née en Russie.
- 22 novembre : Marie Vermeulin, pianiste française.
- 11 décembre : Heather Newhouse, soprano canadienne.

### Date indéterminée
- David Afkham, chef d'orchestre allemand.
- Adrian Anantawan, violoniste canadien.
- Diego Ares, claveciniste espagnol.
- Gaëlle Arquez, mezzo-soprano française.
- Alina Azario, pianiste roumaine.
- Katia Braunschweiler, pianiste suisse.
- Simon Callaghan, pianiste anglais.
- Henri Chalet, musicien français.
- Adeliya Chamrina, altiste franco-russe.
- Elena Galitskaïa, soprano russe.
- Christia Hudziy, pianiste franco-ukrainienne.
- Jakob Koranyi, violoncelliste suédois.
- Natacha Kudritskaya, pianiste ukrainienne.
- Deborah Nemtanu, violoniste franco-roumaine.
- Julien Wolfs, claveciniste belge.

## Décès

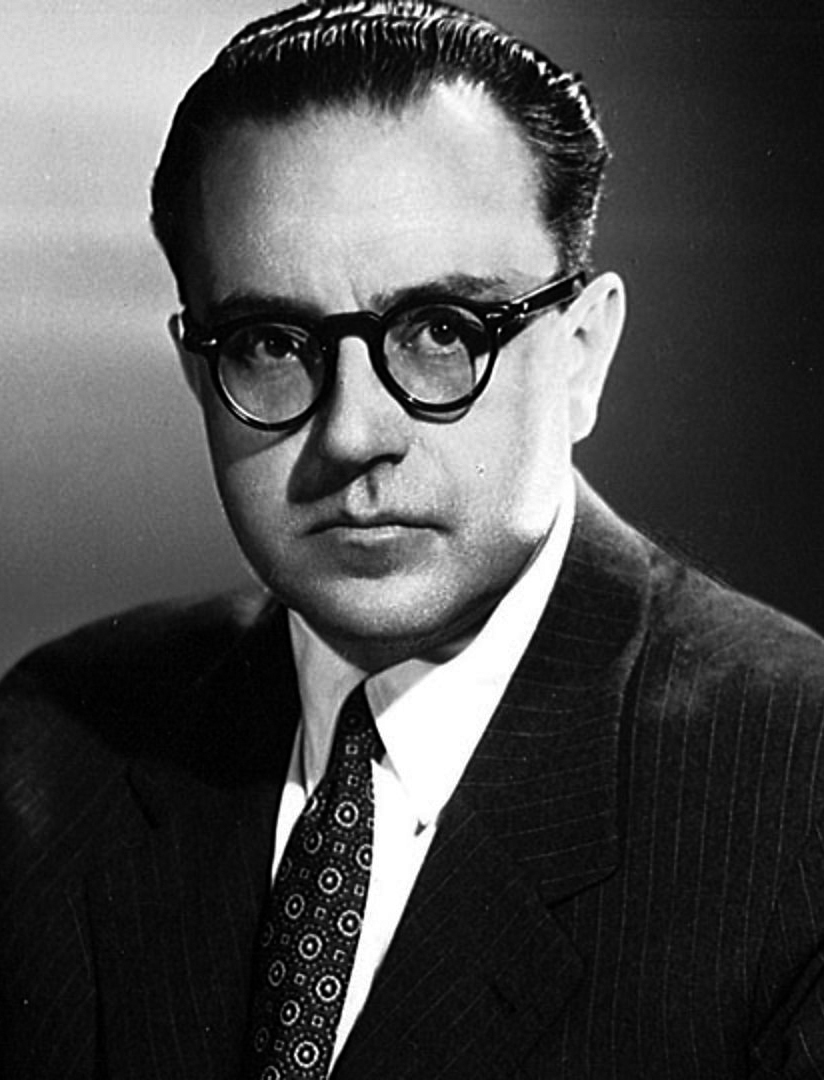
Alberto Ginastera

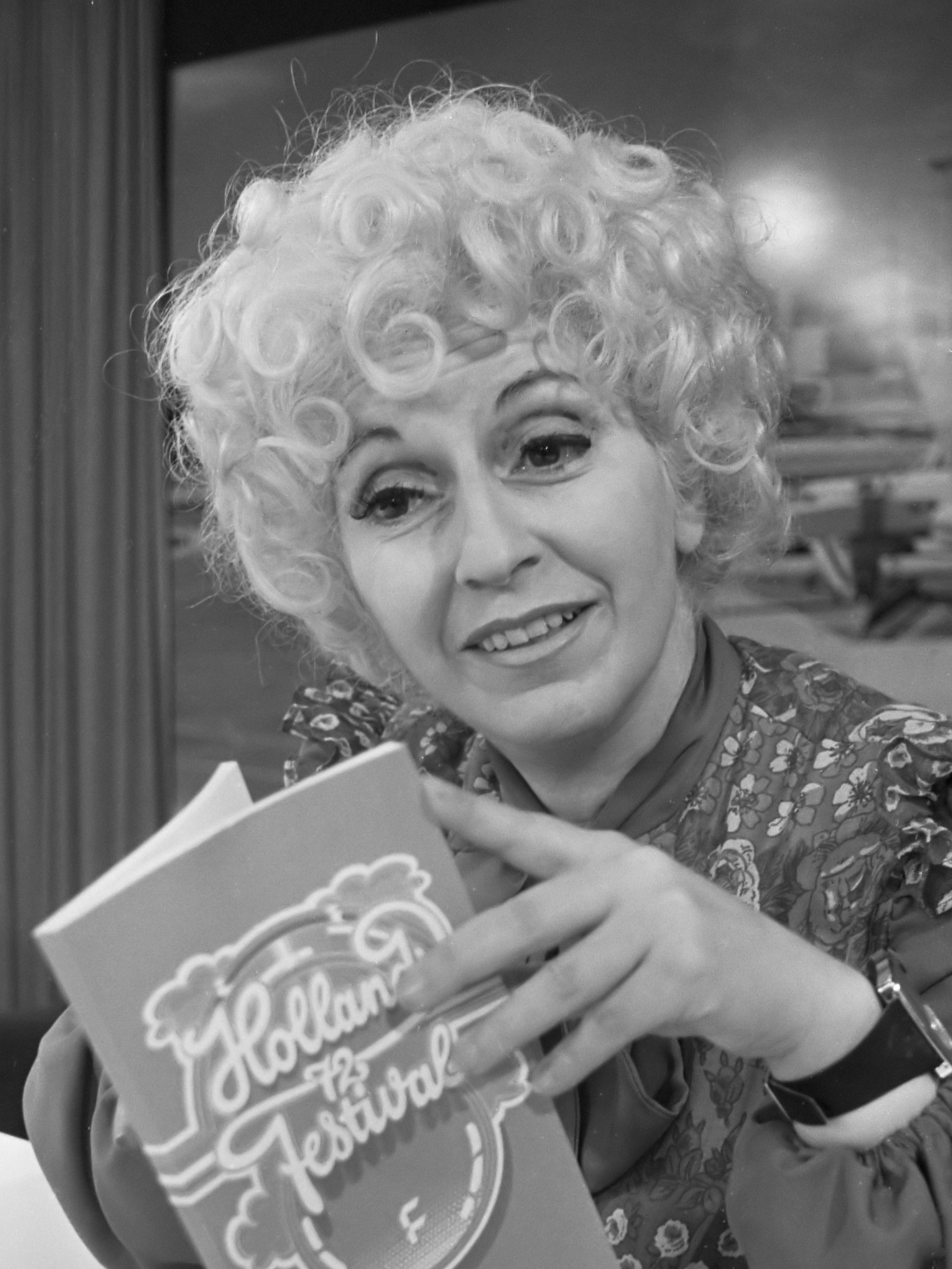
Cathy Berberian

- 16 janvier : Fritz Neumeyer, claveciniste allemand (° 2 juillet 1900).
- 8 février : Alfred Wallenstein, chef d'orchestre et violoncelliste américain (° 7 octobre 1898).
- 17 février : Tancredi Pasero, basse italienne (° 11 janvier 1893).
- 22 février : Sir Adrian Boult, chef d'orchestre britannique (° 8 avril 1889).
- 23 février : Herbert Howells, compositeur, organiste et pédagogue anglais (° 17 octobre 1892).
- 6 mars : Cathy Berberian, cantatrice américaine d'origine arménienne (° 4 juillet 1925).
- 7 mars : Igor Markevitch, chef d'orchestre et compositeur italien puis français, né en Ukraine (° 27 juillet 1912).
- 8 mars : William Walton, compositeur britannique (° 29 mars 1902).
- 21 mars : Maurice Franck, compositeur, chef d’orchestre  et professeur de musique français (° 22 avril 1897).
- 27 mars : Jānis Ivanovs, compositeur letton (° 9 octobre 1906).
- 14 avril : Elisabeth Lutyens, compositrice britannique (° 9 juillet 1906).
- 26 avril : Norbert Sprongl, compositeur autrichien (° 30 avril 1892).
- 4 mai : Nino Sanzogno, chef d'orchestre et compositeur italien (° 13 avril 1911).
- 16 mai : Vina Bovy, soprano belge (° 22 mai 1900).
- 1er juin : Marc Vaubourgoin, compositeur français (° 19 mars 1907).
- 10 juin : Nadia Reisenberg, pianiste américaine d'origine lituanienne (° 14 juillet 1904).
- 17 juin :
  - Ruggero Gerlin, claveciniste italien (° 5 janvier 1899).
  - Peter Mennin, compositeur et professeur américain (° 17 mai 1923).
- 18 juin : Said Rustamov, compositeur azéri (° 12 mai 1907).
- 24 juin : Robert Faller, violoniste, corniste  et chef d'orchestre vaudois (° 16 avril 1924).
- 25 juin : Alberto Ginastera, compositeur argentin (° 11 avril 1916).
- 10 juillet : Werner Egk, compositeur allemand (° 17 mai 1901).
- 16 juillet : 
  - Jaroslav Krombholc, chef d'orchestre tchèque (° 30 janvier 1918).
  - Pierre Lefebvre,     clarinettiste français (° 20 octobre 1898).
- 23 juillet : Georges Auric, compositeur français (° 15 février 1899).
- 27 juillet : Jerome Moross, compositeur et chef d'orchestre américain (° 1er août 1913).
- 14 août : Omer Létourneau, pianiste, organiste, compositeur et chef d'orchestre québécois (° 13 mars 1891).
- 7 septembre : Hans Münch, chef d'orchestre, compositeur, violoncelliste, pianiste, organiste, et professeur de musique suisse (° 9 mars 1893).
- 24 septembre : Isobel Baillie, soprano écossaise (° 9 mars 1895).
- 16 octobre : Øivin Fjeldstad, chef d'orchestre et violoniste norvégien (° 2 mai 1903).
- 1er novembre : Anthony van Hoboken, musicologue néerlandais (° 23 mars 1887).
- 7 novembre : Germaine Tailleferre, compositrice française (° 19 avril 1892).
- 11 novembre : 
  - Arno Babadjanian, compositeur et pianiste arménien (° 22 janvier 1921).
  - Alfred Loewenguth, violoniste français (° 15 juin 1911).
- 27 novembre : Rosa Sabater, pianiste espagnole (° 29 août 1929).
- 12 décembre : Karl Loube, compositeur et chef d'orchestre autrichien (° 13 janvier 1907).

### Date indéterminée
- Robert Blot, corniste, violoniste, professeur au Conservatoire national supérieur de musique de Paris, chef d'orchestre à l’Opéra de Paris et compositeur (° 14 mai 1907).